# John Church (Geistlicher)
John Church (* 1780; † 1835) war ein konfessionsloser Geistlicher, der für den Homosexuellenskandal in der Vere Street Coterie bekannt ist. Er wird oft als der erste offen homosexuelle Geistliche in England angesehen.

## Leben
Er wurde als Findling auf entweder den Stufen der St John’s Church Clerkenwell oder der St Andrew’s Church Holborn gefunden. Church wurde in das Foundling Hospital geschickt. Danach kam er für einige Zeit nach Hadlow, bevor er wieder ins Krankenhaus zurückkam und dort Unterricht wurde. Ab dem Alter von 10 kam er in Ausbildung zu einem Schnitzer und Vergolder, welches er nach nur 8 Jahren beendete aufgrund von Meinungsunterschieden mit seinem Meister. Während dieser Zeit konnte er sich selber weiter bilden und akquirierte eine kleine Sammlung an Büchern.
Anschließend wechselte er von Beruf zu Beruf und er heiratete die Tochter von Mr Elliott of Hampshire am 22. März 1801. Er heiratete in einer Swedenborgianer Kirche. Church wurde vielleicht von seinem ersten Arbeitgeber an diese Kirche herangebracht, obwohl er behauptete, er habe an anglikanischen Gottesdiensten teilgenommen. Ab 1801 nahm er an Versammlungen der Itinerant Society teil und einige Jahre später predigte er öffentlich und organisierte eine Sonntagsschule. 1807 wurde er in die Grafton Street congregation getauft. Am 15. September 1807 wurde er als Geistlicher geweiht und arbeitete in einer Kapelle in Banbury. Er musste diesen Posten verlassen, aufgrund des Vorwurfes von Sodomie an Minderjährigen. Danach ging er von Job zu Job bevor er als regulärer Minister an der Obelisk Chapel, St George’s Fields angestellt wurde.
Im Verlauf des Jahres 1813 wurde er mit dem White Swan in Verbindung gebracht, ein bekanntes homosexuelles Bordell. Weiterhin wurde ihm vorgeworfen er würde homosexuelle Trauungen vornehmen. Er sagte, ihm würde dies von seinen Gegnern vorgeworfen werden und er gründete subsequent 1814 eine eigene Kapelle. Seine Frau starb und kurz darauf heiratete er erneut. 
1816 wurde ihm erneut Sodomie vorgeworfen und er wurde festgenommen. Sein Verfahren war ein Cause célèbre. Während seines Gefängnisaufenthalts hatte er Zugang zu Büchern und durfte weiterhin predigen. Nach 1826 ist nichts mehr von ihm bekannt.

## Werke
- Eine gewisse Anzahl an Predigen
- Autobiographie, in der er sich selbst als „ein Kind der Vorsehung“ darstellte, einen neuzeitlichen Moses mit einem Leben, das von göttlich festgelegten Prüfungen und Triumphen geprägt war.